# سرمایه‌داری زیست‌محور
سرمایه‌داری زیست‌محور، که با نام‌های سرمایه‌داری زیست‌محیطی یا (گاهی اوقات) سرمایه‌داری سبز نیز شناخته می‌شود، دیدگاهی است که بر اساس آن سرمایه در طبیعت به عنوان «سرمایه طبیعی» (اکوسیستم‌هایی که بازده بوم‌شناختی دارند) وجود دارد که تمام ثروت به آن وابسته است. بر این اساس، دولت‌ها باید از خط مشی مبتنی بر بازار (مانند مالیات بر کربن) برای حل مسائل زیست‌محیطی بهره بگیرند؛ بنابراین، دولت‌ها باید از ابزارهای سیاستی مبتنی بر بازار (مانند مالیات کربن) برای حل مشکلات زیست‌محیطی استفاده کنند.
اصطلاح «سبزهای آبی» اغلب به افرادی اطلاق می‌شود که از سرمایه‌داری زیست‌محور حمایت می‌کنند. سرمایه‌داری زیست‌محور را می‌توان معادل راست «سبزهای سرخ» دانست.
منتقدان سرمایه‌داری زیست‌محور، مانند اکوسوسیالیسم، رشد اقتصادی مداوم و کالایی‌سازی طبیعت را از ویژگی‌های اجتناب‌ناپذیر نظام سرمایه‌داریمی‌دانند و از این رو، محیط‌زیست‌گرایی سبز روشن را مورد انتقاد قرار می‌دهند.
ریشه‌های سرمایه‌داری زیست‌محور را می‌توان تا اواخر دهه ۱۹۶۰ میلادی پی گرفت. یکی از متون پایه‌ای در این زمینه مقاله‌ای با عنوان «تراژدی انبازه‌ها» بود که در سال ۱۹۶۸ توسط گرت هاردین در مجله ساینس منتشر شد. در این مقاله، گارت هاردین ادعا می‌کند که وقوع فاجعه‌ای مالتوسی (بر اساس نظریه توماس مالتوس در مورد رشد جمعیت و منابع محدود) در جوامعی با دولت‌های لیبرال یا دموکراتیک، اجتناب‌ناپذیر است؛ چرا که این دولت‌ها تصمیم‌گیری دربارهٔ تعداد فرزندان را به خانواده‌ها واگذار کرده‌اند و از سوی دیگر، با فراهم کردن خدمات دولت رفاه، زمینه را برای گسترش بیش از حد جمعیت انسانی فراهم می‌سازند. ریشه‌های سرمایه‌داری زیست‌محیطی را می‌توان در اواخر دهه ۱۹۶۰ میلادی جستجو کرد. «تراژدی منابع مشترک»، مقاله‌ای که در سال ۱۹۶۸ در مجله ساینس توسط گرت هاردین منتشر شد، ادعا می‌کرد که مالتوس گرایی به دلیل سیاست‌های دولت‌های لیبرال یا دموکراتیک مبنی بر واگذاری امور مربوط به اندازه خانواده به خانواده، اجتناب‌ناپذیر است و دولت رفاه را قادر می‌سازد تا با میل و رغبت از افزایش بیش از حد جمعیت انسانی مراقبت کند. هاردین استدلال می‌کند که اگر خانواده‌ها در انتخاب تعداد فرزندان آزاد باشند اما حمایت‌های دولت رفاه از آن‌ها حذف شود، والدینی که تصمیم به فرزندآوری بیش از حد بگیرند، توانایی تأمین نیازهای مالی فرزندان خود را نخواهند داشت و بدین ترتیب مسئله اضافه‌جمعیت به شکلی خودتنظیم و از طریق سازوکار بازار آزاد حل خواهد شد. این دیدگاه را می‌توان یکی از نخستین استدلال‌هایی دانست که از منظر سرمایه‌داری زیست‌محور مطرح شده است: به‌بیان دیگر، معضل افزایش جمعیت از طریق سازوکارهای بازار آزاد، به‌صورت طبیعی مهار می‌شود. جان بیدن، از همکاران گرت هاردین در نگارش آثار دیگری از جمله مدیریت منابع مشترک، در سال ۱۹۸۲ مرکز تحقیقات اقتصاد سیاسی را بنیان نهاد که اکنون با عنوان مرکز مالکیت و محیط‌زیست شناخته می‌شود. این مرکز را می‌توان یکی از نخستین نهادهای رسمی سرمایه‌داری زیست‌محور دانست که مأموریت آن «بهبود کیفیت محیط‌زیست از طریق حقوق مالکیت و بازارها» عنوان شده است. یکی از شناخته‌شده‌ترین ایده‌های مطرح در سرمایه‌داری زیست‌محور، نظام «تجارت گازهای گلخانه‌ای» یا «سقف و تجارت» است. در این نظام، که از اواخر دهه ۱۹۶۰ مورد پژوهش قرار گرفت، با اختصاص یا فروش مجوزهای مشخص به واحدهای آلاینده، نوعی بازار برای کنترل میزان انتشار آلاینده‌ها شکل می‌گیرد. این رویکرد بازارمحور، به نهادها و شرکت‌ها اجازه می‌دهد که با خرید یا فروش مجوزهای انتشار، به کنترل سطح آلودگی کمک کنند. نظام تجارت آلایندگی در دهه ۱۹۹۰ و به‌ویژه پس از تصویب پیمان کیوتو در سال ۱۹۹۷ توسط سازمان ملل متحد، به‌شکل گسترده‌ای در سطح بین‌المللی رواج یافت و تبدیل به یکی از اصلی‌ترین ابزارهای سیاستی در رویکردهای سرمایه‌داری زیست‌محور شد.

## نظریه‌پردازان سرمایه‌داری سازگار با محیط زیست
- تری ال. اندرسون، فارغ‌التحصیل دانشگاه مونتانا که دکترای خود را از دانشگاه واشینگتن دریافت کرده است،[۱۲] و به عنوان رئیس مشترک گروه ویژه حقوق مالکیت، آزادی و رفاه موسسه هوور فعالیت می‌کند، از این ایده حمایت کرده است که بازارهای آزاد می‌توانند هم از نظر اقتصادی سودمند و هم از نظر زیست‌محیطی محافظ باشند. اندرسون در زمینه چگونگی تأثیر بازارها بر جوامع بومی آمریکا و اقتصاد آنها تخصص دارد. اندرسون یکی از نویسندگان کتاب «محیط زیست‌گرایی بازار آزاد» است، کتابی که بر اساس نتیجه‌گیری اندرسون از چند مطالعه موردی، به بررسی چگونگی استفاده از ایده‌های بازار آزاد برای حل مسائل زیست‌محیطی می‌پردازد.
- بروس یاندل، فارغ‌التحصیل دانشگاه مرسر، در دانشگاه ایالتی جورجیا تحصیل کرد و در آنجا مدرک MBA و دکترا گرفت.[۱۳] یاندل رئیس بازنشسته دانشکده بازرگانی دانشگاه کلمسون است. او به خاطر داستان «قاچاقچی و باپتیست» در حوزهٔ سرمایه‌داری زیست‌محیطی برجسته است. نظریه یاندل در مورد قاچاقچیان مشروبات الکلی و باپتیست‌ها فرض می‌کند که گروه‌های اخلاقی، نهادهای مذهبی و رهبران کسب‌وکار می‌توانند سازمان‌های خود را در راستای منافع نظارتی و رشد اقتصادی همسو کنند.
- پاول هاوکن معمار اولین شرکت مواد غذایی طبیعی ایالات متحده، شرکت بازرگانی اروهون، است که در آن تمام محصولات به صورت ارگانیک ساخته می‌شدند. هاوکن سازمان تحقیقاتی «مؤسسه سرمایه طبیعی» را تأسیس کرد و برنامه «زمین خردمند» را توسعه داد، برنامه‌ای که بر فراهم کردن بستری برای همه جهت برقراری ارتباط در مورد محیط زیست متمرکز است. هاوکن صدها اثر منتشر کرده است، از جمله چهار کتاب پرفروش.[۱۴] هاوکن در نوشته‌های خود تأکید می‌کند که گزینه‌های زیست‌محیطی مناسبی برای کسب‌وکارها وجود دارد که به محیط زیست سود می‌رسانند و همزمان سود اقتصادی نیز به همراه دارند. یکی از ایده‌هایی که در کتاب او با عنوان «سرمایه‌داری طبیعی: خلق انقلاب صنعتی بعدی» مورد بحث قرار گرفته، امکان توسعه خودروهای سبک‌وزن برقی به عنوان جایگزینی برای شیوه‌های حمل و نقل فعلی است. هاوکن تردید در پذیرش این گزینه‌ها را به عدم آگاهی از این جایگزین‌ها و هزینه‌های اولیه بالا نسبت می‌دهد. هاوکن اکنون رئیس شرکت وان‌سان، یک شرکت انرژی متمرکز بر انرژی خورشیدی کم‌هزینه است.[۱۴]
- لستر براون کار خود را به عنوان یک کشاورز گوجه فرنگی در نیوجرسی آغاز کرد، قبل از اینکه مدرک خود را از دانشگاه راتگرز دریافت کند و برای مطالعه شش‌ماهه بحران غذا و جمعیت این کشور به مناطق روستایی هند سفر کند. براون عمدتاً بر یافتن جایگزین‌هایی تمرکز کرده است که به ادعای او می‌توانند راه‌حل‌هایی برای مشکل جمعیت و منابع جهان ارائه دهند. براون با حمایت مالی صندوق برادران راکفلر، موسسه ورلدواچ (Worldwatch) را تأسیس کرد که اولین موسسه‌ای بود که به تحقیق در مورد مشکلات زیست‌محیطی جهانی اختصاص داشت. در سال ۲۰۰۱، براون مؤسسه سیاست زمین را تأسیس کرد، سازمانی که چشم‌اندازی برای ایجاد یک اقتصاد پایدار از نظر زیست‌محیطی ترسیم می‌کند. براون بیش از ۵۰ کتاب نوشته و ۲۵ مدرک افتخاری دریافت کرده است.[۱۵] براون در آثار خود عنوان می‌کند که کلید یک اقتصاد سازگار با محیط زیست، بازاری صادقانه است. او طرفدار جایگزینی جنبه‌های مضر محیط زیست، مانند سوخت‌های فسیلی، با انرژی‌های تجدیدپذیر است.[۱۶] در ژوئن ۲۰۱۵، براون از Earth Policy بازنشسته شد و موسسه را تعطیل کرد.[۱۵]